# Kuba Guzik
Kuba Guzik lub Kuba Guzik: Na tajemniczym lądzie (niem. Jim Knopf und Lukas der Lokomotivführer) – niemiecki film przygodowy z 2018 roku w reżyserii Dennisa Gansela, powstały na podstawie powieści Kuba Guzik i maszynista Łukasz autorstwa Michaela Ende.
Premiera filmu odbyła się w Niemczech 29 marca 2018. Trzy miesiące później, 29 czerwca, obraz trafił do kin na terenie Polski.

## Fabuła
Akcja filmu rozgrywa się w Trochanii na maleńkiej wysepce z jedną linią kolejową, dwiema górami i czterema mieszkańcami. Pewnego dnia listonosz przywozi tajemniczą paczkę, w której schowany jest mały chłopczyk. Gospodarze postanawiają go przygarnąć. Kuba Guzik dorasta na położonej na środku oceanu wyspie, a jego najlepszy przyjaciel – maszynista Łukasz chce opuścić to miejsce dzięki niezwykłej lokomotywie Emmie. Chłopiec postanawia dołączyć do niesamowicie zapowiadającej się wyprawy, mając nadzieję, że dowie się o swoim pochodzeniu. Morskie fale wyrzucają bohaterów na brzeg wyspy rządzonej przez cesarza Ping Ponga. Okazuje się, że córka władcy księżniczka Li Si została porwana przez Dziką Trzynastkę – bandę groźnych piratów. Kuba i Łukasz wyruszają na poszukiwania porwanej księżniczki przez krainy pełne smoków, wulkanów i niebezpieczeństw.

## Obsada
| Rola | Aktor                  | Polski dubbing        |
| --- | ---------------------- | --------------------- |
| Kuba Guzik | Solomon Gordon         | Bernard Lewandowski   |
| Kuba Guzik | Finn Posthumus (głos)  | Bernard Lewandowski   |
| Łukasz | Henning Baum           | Jacek Król            |
| pani Jak | Annette Frier          | Agnieszka Fajlhauer   |
| Król Alfons Za Kwadrans Dwunasty | Uwe Ochsenknecht       | Grzegorz Pawlak       |
| pan Rękawek | Christoph Maria Herbst | Wojciech Machnicki    |
| księżniczka Li Si | Leighanne Esperanzate  | Maja Kwiatkowska      |
| księżniczka Li Si | Hedda Erlebach (głos)  | Maja Kwiatkowska      |
| Ping Pong | Eden Gough             | Karol Kwiatkowski     |
| Ping Pong | Franz Hagn (głos)      | Karol Kwiatkowski     |
| Top Top | Milan Peschel          | Andrzej Chudy         |
| Nepomuk | Michael Herbig (głos)  | Bartosz Wesołowski    |
| Pani Zębol | Judy Winter (głos)     | Katarzyna Skolimowska |
| cesarz Mandali | Kao Chenmin            | Jarosław Domin        |
| cesarz Mandali | Fred Maire (głos)      | Jarosław Domin        |
| minister Pa Po | Ozzie Yue              | Mirosław Wieprzewski  |
| Kapitan Dzikiej Trzynastki | Rick Kavanian          | Mikołaj Klimek        |
| Dzika Trzynastka | Rick Kavanian          | Mikołaj Klimek        |
| strażnik Miasta Smoków | Reiner Schöne (głos)   | Adam Bauman           |
| Narrator | Thomas Fritsch (głos)  | Piotr Bąk             |
| W pozostałych rolach: Cezary Nowak, Wojciech Chorąży, Otar Saralidze, Leszek Zduń, Dariusz Błażejewski, Paweł Szczesny, Janusz Wituch, Magdalena Herman-Urbańska, Katarzyna Domalewska, Bartłomiej Wiater, Damian Kulec, Sebastian Machalski, Bartosz Bednarski, Eryk Błażejewski, Igor Borecki Reżyseria: Dariusz Błażejewski Dialogi: Arek Darkiewicz Montaż: Patryk Multan, Anton Borowy Kierownictwo produkcji: Izabela Stupa-Chybowska, Agata Bornus Opracowanie wersji polskiej: Studio PRL na zlecenie Kino Świat |                        |                       |